# 高平裕美
高平 裕美（たかひら ゆみ、3月22日 - ）は、フリーアナウンサー。兵庫県神戸市出身。血液型A型。2011年7月30日、男児出産。

## 出演
- ラジオ関西
  - 歌声は風に乗って　（2011年7月～産休）
  - ベストヒットポップス
  - 名曲☆ラジオ☆関西　ら・ら・ら歌謡曲
  - CRKミュージックアワー♪ メリケン☆開放区
- エフエムあまがさき
  - シティステーション82.0（火曜日、水曜日）